# Карпатос (град)
Вижте пояснителната страница за други значения на Карпатос.
Карпатос (на гръцки: Κάρπαθος), познат и със старото си и все още широко използвано име Пигадия (на гръцки: Πηγάδια), е гръцки град на едноименния остров Карпатос, част от Додеканезите. Административен център и столица на острова. Влиза в областта Южен Егей.

## История
На това място има селище още от времето на минойската цивилизация. След нахлуването на дорийците, те основават града около 1000 г. пр.н.е. и му дават името Посейдион в чест на бога на морето Посейдон. Поради честите пиратски набези обаче градът е напуснат през Средновековието като жителите му се изтеглят към вътрешността на острова, където са по-добре защитени. Няколко столетия по-късно е възроден, а през 1892 г. е обявен от турския управител на Карпатос за столица на острова. Чак по-късно получава името Пигадия, а сегашното Карпатос е едва от 1953 г.

## Население
Според преброяването от 2001 г. населението на града е 2077 жители.

## Галерия
- Руините на базиликата „Св. Фотини“ от V-VI в. построена на мястото на по-стар храм на 2 km от центъра на града
- Панорама на Пигадия
- Изглед към Пигадия
- Откритият театър на града